# Pete Rose
Peter Edward "Pete" Rose, Sr. (Cincinnati, 14 de abril de 1941 – Las Vegas, 30 de setembro de 2024) foi um jogador de beisebol e treinador dos Estados Unidos. Atuou como profissional na Major League Baseball (MLB) de 1963 a 1986.
Rose, que era ambidestro, teve mais rebatidas (4 256), jogos disputados (3 562), vezes ao bastão (14 053), rebatidas simples (3 215) e outs (10 328) na história da MLB. Ele venceu três World Series, três títulos de rebatidas, um prêmio de jogador mais valioso, duas luvas de ouro, foi novato do ano e ainda foi nomeado para dezessete Jogos das Estrelas. Rose era conhecido por jogar em várias posições, ganhando dois títulos de luva de ouro como defensor externo.
Em agosto de 1989, três anos após se aposentar, Rose foi banido de tentar entrar na lista dos jogadores no Hall da Fama dos Estados Unidos em meio a um escândalo envolvendo apostas que começou quando ele ainda era jogador e treinador dos Reds, incluindo acusações de que ele apostou no próprio time. Em 1991, a MLB votou por formalmente aprovar sua inexigibilidade para o Hall da Fama. Em 2004, após anos em negação, Rose admitiu e confessou que realmente apostou em favor, e não contra, os Reds. Como consequência, Rose foi banido do esporte.
Em 22 de junho de 2015, a ESPN concluiu uma investigação e determinou que o problema de apostas por parte de Pete Rose durou, enquanto ele era jogador, de 1984 e 1986. A investigação tornou público vários arquivos das apostas de Rose na carreira. Ele também foi acusado e depois preso por evasão fiscal. Ficou cinco meses na cadeia e pagou uma multa de US$ 50 mil dólares.
Em 2016, Rose foi aceito no hall da fama do Cincinnati Reds.
Rose morreu na sua casa em Las Vegas, a 30 de setembro de 2024, com 83 anos.

## Ligação externa
- Pete Rose: Números e estatísticas (em inglês)
- Perfil no Retrosheet.org (em inglês)